# Goodwill Industries
Goodwill Industries International Inc. acortado como Goodwill, (traducido como Industrias de buena voluntad) es una empresa estadounidense sin ánimo de lucro y además una organización que proporciona trabajo a personas en situaciones vulnerables. 
Goodwill está financiada por una red de tiendas de segunda mano.
Goodwill opera como una red independiente, con organizaciones comunitarias en Corea del Sur, Venezuela, Brasil, México, Panamá, Uruguay, los Estados Unidos, Canadá, y 8 otros países, con 163 Tiendas Goodwill en los Estados Unidos y Canadá. 
En 2014, Goodwill generó un total de $5.59 mil millones en ingresos, 83 por ciento del cual estuvo destinado directamente en programas. En 2015, el grupo ayudó a más de 37 millones de personas, con más de 312,000 personas colocadas en puestos laborales.
En estas tiendas las personas y empresas suelen donar artículos que aun se encuentren en buen estado funcional, a cambio suelen recibir facturas para deducir impuestos.

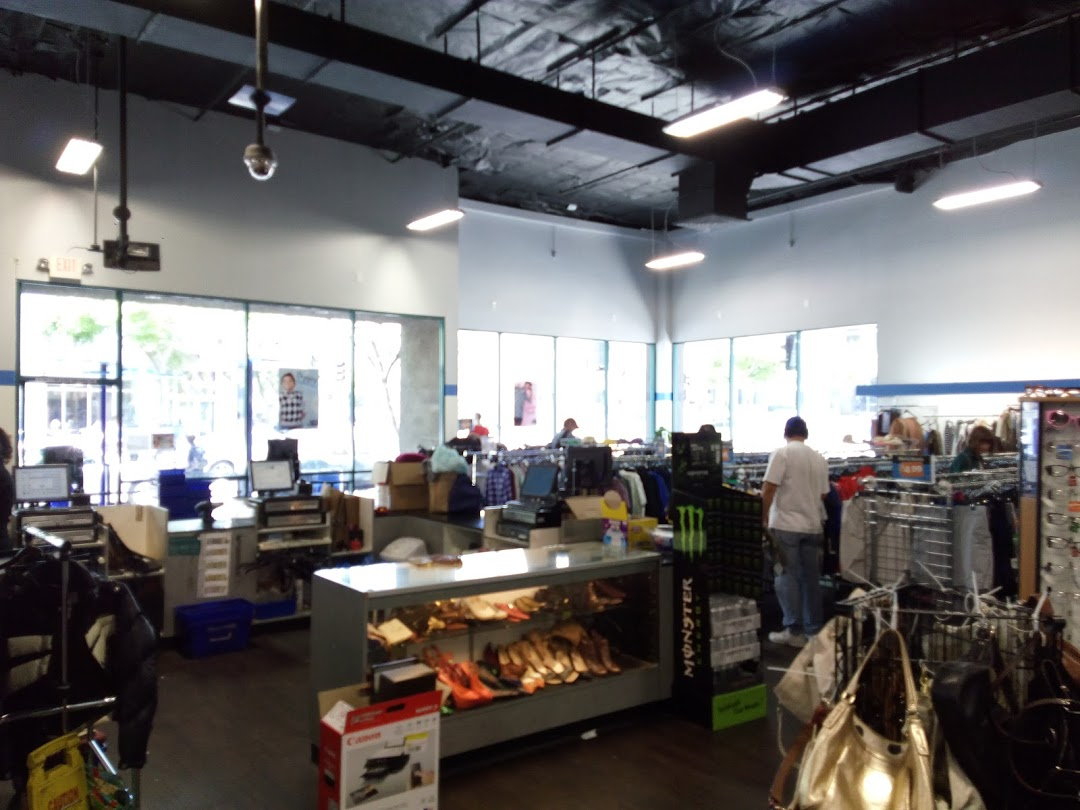
Interior de una tienda Goodwill en Los Ángeles.